# Stanzbutzen
Unter Stanzbutzen versteht man im Allgemeinen kleine Abfallstücke, die beim Stanzen von Blech entstehen. Die Form dieser Stanzbutzen ist abhängig von der Schneidstempel- und Matrizengeometrie. Stanzbutzen werden recycelt oder späteren Produktionsprozessen zugeführt.

## Hochkommende Stanzbutzen
Hochkommende Stanzbutzen, die nicht in den Abfallbehälter gelangen, sondern sich „querlegen“, stellen von jeher eine häufig auftretende Störung des Produktionsablaufes beim Stanzen dar. Je höher die Stanzgeschwindigkeit, desto höher die Wahrscheinlichkeit dieses Phänomens. Stanzbutzen werden während des Stanzprozesses verfahrens- und/oder materialtechnisch bedingt vom Schneidstempel aus dem Butzenkanal hochgezogen. Mögliche Ursachen dafür sind:
- ein zu großer Schneidspalt,
- Anhaften des Butzens am Stempel durch Adhäsion,
- dickflüssiges, verharztes Schmiermittel,
- Gratbildung am Butzen durch Werkzeugverschleiß,
- Magnetwirkung im Werkzeug oder Material,
- ungünstige Zuführung zum Abfallbehälter.

Häufig bleiben sie im Werkzeug liegen. Die Folgen sind Produktbeschädigungen, Werkzeugbeschädigungen, Prozessstörungen, zusätzliche Rüstzeiten und evtl. aufwendige Werkzeuginstandsetzungen. Zur Vermeidung dieser unerwünschten Effekte sind folgende Maßnahmen bekannt:
- Anschleifen der Stempelstirnfläche, um den Stanzbutzen zu verformen
- Schneidstempel mit gefedertem Abdruckstift
- Einbringen von DAE (Dynamisches Abstreifelement) in die Matrize
- Haltekrallen in der Matrize
- Schneidstempel mit Druckluft beaufschlagen
- Vorprägen einer kleinen Warze

## Verstopfte Abfalldurchbrüche
Wenn sich die Stanzbutzen in den Durchbrüchen durch das Werkzeug (Matrize, Block) stauen und komprimiert werden, entstehen enorme seitlich wirkende Drücke. Diese können zu Rissbildung im Werkzeug oder sogar zur vollständigen Zerstörung von Matrize oder Werkzeug führen. Wird die Matrizenseite durch diesen Vorgang zerstört, kommt es häufig auch zu Folgedefekten an der Stempelseite. Es entstehen massive Beschädigungen mit hohen Reparaturkosten. Als Ursachen für das Problem kommen in Frage:
- Bedienfehler beim Einrichten (Abfallaustrittsöffnungen nicht frei, z. B. durch Unterlagen verdeckt)
- Abgenutzte Schnittelemente, wodurch sich Späne oder ein Stanzgrat bilden und die Abfälle verkeilen
- Ungünstige Formgebung an der Matrize (fehlende oder ungenügende Konik)
- Mangelnde Verwendung von Schmiermittel, wodurch es zu erhöhter Reibung kommt

## Vorbeugung
Hochleistungswerkzeuge oder -pressen werden immer öfter mit Sensoren (Kraft- oder Ultraschallsensoren) und Prozessüberwachungssystemen oder sogar mit deutlich teureren Kamerasystemen ausgestattet, um Fehllagen des Stanzbutzens zu erkennen. Diese Systeme geben beim Erkennen eines Stanzbutzens ein Stoppsignal an die Pressensteuerung. So kann der Stanzbutzen vom Pressenbediener entfernt werden, ehe er Schaden am Werkzeug oder am Produkt anrichtet. Der Schutz von Werkzeug und Produkt geht trotzdem nicht zu Lasten der Produktivität. Oft ist sogar das Gegenteil der Fall. Zwar geht Produktionszeit verloren, weil die Presse bei fehlgelaufenen Stanzbutzen stoppt und der Bediener diesen erst entfernen muss. Allerdings können die Pressen mit modernen Überwachungssystemen signifikant schneller laufen, da Fehler zuverlässig erkannt werden. Die Produktionskosten sinken zudem, weil mögliche Schäden am Werkzeug durch die Überwachung minimiert werden.
Auch der Auswurf von Abfällen kann mittels Optik- oder Ultraschallsensoren überwacht werden. Fehlt das entsprechende Signal für eine vorgegebene Anzahl von Hüben, wird der Prozess gestoppt.
Um Kosten für nachträgliche Werkzeugänderungen zu verhindern, sollte schon bei der Entwicklung neuer Werkzeuge an eine sinnvolle Abfallbefestigung gedacht werden. Somit wird die Ursache zu einem frühestmöglichen Zeitpunkt bekämpft. Unter Umständen können so teure Überwachungssysteme eingespart werden, die wiederum auch Stillstandszeiten durch Pseudofehler produzieren. Die „Null-Fehler-Produktion“ kann nicht „erprüft“ werden, deswegen muss der Stanzprozess stabil sein – von Anfang an.
Ist eine entsprechende Werkzeugauslegung gelungen und sind eventuell zusätzliche Sicherungssysteme integriert, kann die Fertigungsgeschwindigkeit an die Leistungsfähigkeit von Presse bzw. Peripherie (Vorschub, Richtapparat) angepasst werden.